# Бузе Дириба
Бузе Дириба Кеджела (род. 9 февраля 1994) — эфиопская легкоатлетка, которая специализируется в беге на длинные дистанции. Чемпионка мира среди юниоров 2012 года в беге на 5000 метров с результатом 15.32,94. Заняла 6-е место на чемпионате Африки по кроссу 2012 года среди юниоров. Серебряная призёрка чемпионата мира по кроссу 2013 года в командном первенстве среди юниоров.
Серебряная призёрка мемориала Фанни Бланкерс-Кун 2013 года в беге на 5000 метров — 14.52,89.

## Достижения на этапах Бриллиантовой лиги
- 2012:  Herculis 3000 метров — 8.39,65

## Сезон 2014 года
31 мая заняла 10-е место на дистанции 2 мили на Prefontaine Classic — 9.40,01.